# Бамба Дьєнг
Шейх Амаду Бамба Мбаке Дьєнг (фр. Cheikh Ahmadou Bamba Mbacke Dieng; нар. 23 березня 2000, Пікіне, Сенегал) — сенегальський футболіст, нападник клубу «Лор'ян» та національної збірної Сенегалу. На умовах оренди грає за «Анже».

## Біографія

### Клубна кар'єра
Уродженець Пікіне, що в регіоні Дакар. З 2010 року займався футболом у клубі «Сонакос» з Діурбеля, а 2014 року потрапив до академії «Діамбарса», де навчався ще п'ять років.
Свій перший контракт з клубом Дьєнг підписав у 2017 році у віці 17 років, однак увесь наступний сезон залишався без гри через травму. Він нарешті дебютував за основну команду у другому дивізіоні Сенегалу протягом сезону 2018/19 і допоміг команді посісти 2 місце та вийти до еліти.
Наступного сезону Бамба блискуче дебютував у вищому дивізіоні країни, забивши дванадцять голів у своїх перших чотирнадцяти іграх і став найкращим бомбардиром першого дивізіону Сенегалу в сезоні 2019/20 років, який був достроково перерваний через Covid-19.
Скориставшись перевагами нового партнерства, підписаного між «Діамбарсом» та «Марселем», Бамба Дьєнг пройшов перегляд у французькому клубі в серпні 2020 року і підписав контракт з ними 5 жовтня у формі оренди з правом викупу. У «Марселі» Бамба Дьєнг став виступати за резервну команду у Національному чемпіонаті 2, а директор навчального центру французького клубу Нассер Ларже хвалив якості сенегальця.
На початку лютого 2021 року, після звільнення головного тренера першої команди Андре Віллаша-Боаша, Нассер Ларже стам тимчасовим головним тренером і залучив Дьєнга до своєї команди. Молодий гравець дебютував у складі основи «Марселя» 10 лютого 2021 року у Кубку Франції проти «Осера». Вийшовши на 81-й хвилині, він забив гол у компенсований час, принісши своїй команді остаточну перемогу 2:0. Свій перший матч у Лізі 1 він зіграв 14 лютого 2021 року під час гри до «Бордо» (0:0). Наприкінці сезону французький клуб скористався правом на викуп гравця за 400 тис. євро.
У наступному сезоні 2021/22 сенегальець став дублером Аркадіуша Міліка і став частіше виходити на поле. 11 вересня 2021 року в матчі Ліги 1, Дьєнг відзначився дублем у грі проти «Монако» (2:0), забивши свої перші голи у чемпіонаті.

### Кар'єра у збірній
У 2016 році Бамба Дьєнг залучався до складу юнацької збірної Сенегалу до 17 років, забивши гол у матчі кваліфікації юнацького Кубка африканських націй 2017 року проти Гвінеї.
Наприкінці вересня 2021 року тренер Аліу Сіссе вперше викликав Дьєнга до національної збірної Сенегалу на матч з Намібією. У цій грі, що відбулась 9 жовтня, Бамба і дебютував за головну команду країни
24 грудня 2021 року він разом зі своїм товаришем по команді Пап Гує опинився в списку гравців, що потрапили до заявки на Кубок африканських націй, який пройшов на початку наступного року у Камеруні. Там у матчі 1/8 фіналу проти Кабо-Верде (2:0) Дьєнг у компенсований забив свій перший гол за збірну і допоміг команді пройти до наступного раунду.

## Титули і досягнення
- Переможець Кубка африканських націй: 2021